# Korthalsia jala
Korthalsia jala är en enhjärtbladig växtart som beskrevs av John Dransfield. Korthalsia jala ingår i släktet Korthalsia och familjen Arecaceae. Inga underarter finns listade i Catalogue of Life.